# 2006 a sportban
2006 legfontosabb eseményei a sportban a következők voltak:

## Események

### Határozott dátumú események
- február 10–26. – XX. Téli Olimpiai Játékok Torinóban.
- május 20. – június 6. – A 37. nyílt és 22. női sakkolimpia Torinóban.
- június 1–3. – A kínai Nankingban kerül megrendezésre a 2006-os aerobik-világbajnokság.
- június 9. – július 9. – 2006. évi FIFA-futball-világbajnokság Németországban; a világbajnokság győztese:  Olaszország.
- július 13–23. – Bulgáriában rendezték meg a 36. amatőr ökölvívó-Európa-bajnokságot.
- július 25. – Az MLSZ kizárja a Ferencvárosi Torna Clubot az első osztályú labdarúgó-bajnokság küzdelmeiből.
- július 26. – augusztus 6. – Úszó-Európa-bajnokság Budapesten, a Margit-szigeten.
- augusztus 6. – A 21. Formula–1 magyar nagydíj. Az esős versenyt a brit Jenson Button nyerte Hondával.
- augusztus 17–20. – 2006-os síkvízi kajak-kenu-világbajnokság Szegeden.
- szeptember 23. – október 13. – Címegyesítő sakkvilágbajnoki mérkőzés az oroszországi Elisztában, amelyen Vlagyimir Kramnyik megszerzi a világbajnoki címet.
- október 21. – Az azonos nemű táncosok Budapesten megrendezett világbajnokságán a világbajnok magyar pár ismét győzelmet arat „férfi standard” kategóriában.    Archiválva 2007. július 7-i dátummal a Wayback Machine-ben
- október 29. – A budapesti BM Sportcsarnokban kerül megrendezésre az I. IJKA Nyílt Országos Karate Stílusbajnokság.
- december 7–10. – Helsinkiben kerül megrendezésre a rövid pályás úszó-EB, ahol a magyar csapat 2 arany (Cseh László, Gyurta Dániel), 3 ezüst és 1 bronz érmet szerez.
- december 7–17. – A 7. női kézilabda-Európa-bajnokság Svédországban.

### Határozatlan dátumú események
- A Debreceni VSC a magyar bajnok labdarúgásban, a labdarúgó magyar kupát az FC Fehérvár nyeri.
- A Győr Sharks nyeri a II. Hungarian Bowl amerikaifutball-bajnokság döntőjét.
- A világelső svájci teniszező, Roger Federer megnyerte az Ausztrál Opent (január 29.), Wimbledont (július 9.), a US Opent (szeptember 10.) és az évzáró világbajnokságot, a Tennis Masters Cupot (november 19.) is, míg a negyedik Grand Slam-tornán, a Roland Garroson a döntőbe jutott (június 11.).

## Születések
- január 5. – Hugo Rauch, francia labdarúgó
- január 12. – Roope Vesterinen, finn jégkorongozó
- január 21. – Jimmy Morgan, angol labdarúgó
- január 25. – Aron Kiviharju, finn jégkorongozó
- február 5. – Bradel Kiwa, francia labdarúgó
- február 16. – Kjell Watjen, német labdarúgó
- február 18. – Laurin Soler, svájci jégkorongozó
- március 7. – Jorrel Hato, holland válogatott labdarúgó
- március 8. – Warren Zaïre-Emery, U17-es Európa-bajnok francia válogatott labdarúgó
- március 12. – Tyler Dibling, angol labdarúgó
- április 25. – Petteri Rimpinen, finn jégkorongozó
- május 17. – Senny Mayulu, francia labdarúgó
- május 18. – Triston Rowe, angol labdarúgó
- június 2. – Givairo Read, holland labdarúgó
- június 27. – Emil Hemming, U17-es világbajnok svéd jégkorongozó
- július 3. – Prestina Ochonogor, Afrika Játékok bronzérmes nigériai atlétanő, távolugró, olimpikon
- augusztus 15. – Liana Joseph, U17-es Európa-bajnok francia női labdarúgó
- augusztus 18. – Summer McIntosh, olimpiai és világbajnok kanadai úszó
- augusztus 26. – Victoria Mboko, kanadai teniszezőnő
- szeptember 18. – Stuart Hawkins, amerikai labdarúgó
- szeptember 20. – Nola Matthews, pánamerikai bajnok amerikai tornász
- október 7. – Elies Fernandez, svájci labdarúgó
- október 12. – Marco Litti, olasz labdarúgó
- december 26. – Maeline Mendy, U17-es Európa-bajnok francia női labdarúgó
- december 29. – Ethan Mbappé, francia labdarúgó

## Halálozások
- február 1. – Dukai Géza, háromszoros paralimpiai bajnok, világbajnoki és Európa-bajnoki ezüstérmes úszó, az első mozgáskorlátozott, aki átúszta a Balatont (* 1956)
- február 3. – Joe Klukay, Stanley-kupa-győztes kanadai jégkorongozó (* 1922)
- február 6. – Ron Greenwood, angol labdarúgó, edző (* 1921)
- február 9. – André Strappe, francia válogatott labdarúgó (* 1928)
- február 20. – Ion Drîmbă, olimpiai és világbajnok román vívó, edző (* 1942)
- február 26. – Charlie Wayman, angol labdarúgó (* 1922)
- március 8. – Teresa Ciepły, olimpiai és Európa-bajnok lengyel atléta, futó (* 1937)
- március 11. – Jesús Miguel Rollán, olimpiai bajnok, kétszeres világbajnok spanyol vízilabdázó (* 1968)
- március 13. – Jimmy Johnstone, skót válogatott labdarúgó (* 1944)
- március 19. – Anatolij Kirilovics Puzacs, ukrán labdarúgóedző, korábban szovjet válogatott labdarúgó (* 1941)
- március 24. – Jörg Bastuck német raliversenyző (* 1969)
- április ? – Volodimir Makszimovics Levcsenko, szovjet-ukrán labdarúgó (* 1944)
- április 16. – Georges Stuber, svájci válogatott labdarúgókapus (* 1925)
- április 24. – Brian Labone, Európa-bajnoki bronzérmes angol válogatott labdarúgó (* 1940)
- május 6. – Konsztantyin Ivanovics Beszkov, szovjet válogatott orosz labdarúgó, Európa-bajnoki ezüstérmes és olimpiai bronzérmes edző (* 1920)
- május 11. – Floyd Patterson, olimpiai bajnok amerikai ökölvívő, Ökölvívó-hírességek Csarnoka tag (* 1935)
- május 29. – Johnny Servoz-Gavin, francia autóversenyző (* 1942)
- június 10. – Louis Carré, belga válogatott labdarúgó-középpályás, edző (* 1925)
- július 9. – Ireneusz Paliński, olimpiai, világ- és Európa-bajnok lengyel súlyemelő (* 1932)
- szeptember 4. – Giacinto Facchetti, Európa-bajnok, világbajnoki ezüstérmes olasz válogatott labdarúgó, klubelnök (* 1942)
- október 1. – Atanasz Mihajlov, olimpiai ezüstérmes bolgár válogatott labdarúgó (* 1949)
- október 5. – Miroslav Brozović, olimpiai ezüstérmes jugoszláv válogatott bosznia-hercegovinai horvát labdarúgó, hátvéd, edző (* 1917)
- október 12. – Eugène Martin, francia autóversenyző, Formula–1-es pilóta (* 1915)
- december 3. – Len Sutton, amerikai autóversenyző (* 1925)
- december 15. – Clay Regazzoni svájci autóversenyző, Formula–1-es pilóta (* 1939)
- december 25. – Jerry Byers, kanadai jégkorongozó  (* 1952)